# Зелёная Слобода (Могилёвская область)
Зелёная Слобода — деревня в составе Вендорожского сельсовета Могилёвского района Могилёвской области Республики Беларусь.

## Географическое положение
Ближайшие населённые пункты: Шараевка, Красная Слобода, Хващёвка.